# Josep Romeu Oliach
|  | Per a altres significats, vegeu «Josep Romeu». |

Josep Romeu Oliach (Tarragona, 1986) és un ex-cantautor català actiu principalment entre el 2006 i el 2014. Publica el seu primer disc Petjades el 2008 que presentava als Països Catalans, a Galícia i a Sardenya. El 2010 el solista eixampla el seu projecte amb altres instruments i poesia.
El 2011 va seguir el seu segon treball discogràfic, La mirada infinita, produït per Jesús Rovira, compositor de Lax'n'Busto. Tracta diferents temàtics: compromís social, personals i intimistes. Contràriament al primer treball, compta amb marcades influències literàries. Els organitzadors del festival Cançó necessària 2011 parlen d'una generació de cantautors que són «part important i activa de la renovació i el futur de la cançó catalana compromesa». Romeu és un habitual dels locals i dels actes de l'Esquerra Independentista. L'octubre 2012 participà en el Correllengua a Montferri, al Vendrell i a les Corts.

## Discografia
- La mirada infinita (Temps Record, 2011)
- Petjades (autoeditat, 2008)
- Maqueta (autoeditat, 2007)[10]